# Китры
Китры (греч. Χύτροι) — один из десяти городов-государств древнего Кипра. Город был удачно расположен в самом центре острова к западу от Месаории. В настоящее время от Китр остались одни руины, но его древнее название сохранил близлежащий город Китрея.
Китры были основаны Китросом, внуком героя Аттики Акамантаса, который иммигрировал на Кипр после 1200 года до н. э. Во времена ассирийского царя Ашшурбанапала Китры были одним из десяти городов-государств Кипра и ими правил царь Пилагура. В городе был очень популярен культ Аполлона, Артемиды и Афродиты Пафии. На протяжении веков у города было несколько названий (Китрая, Китерея, Китрой, Китридес) из-за чего появилось мнение о существовании нескольких подобных городов, хотя в настоящее время обнаружены и изучены лишь руины Китр.
Город продолжал существовать на ранних этапах Средневековья, о чём свидетельствует список местных епископов из восьми человек. Первым из них был святой Паппус, который принял мученическую смерть в годы правления Констанция Хлора, а также известность получил Святой Деметриан (885 — 912). Греческая православная кафедра была упразднена в 1222 году папским легатом кардиналом Пелагием, после того как остров попал под контроль крестоносцев.